# Governo Michel I
Il Governo Michel I è stato il 94º governo del Belgio, il primo guidato da Charles Michel; esso si formò dopo le elezioni federali del 2014.
Si trattava di un governo di coalizione senza precedenti tra liberali (Open VLD e MR), fiamminghi democristiani (CD&V) e nazionalisti fiamminghi (N-VA). I tre partiti fiamminghi della coalizione (CD&V, N-VA e Open VLD) formarono alcuni mesi prima la stessa coalizione al governo fiammingo. Per quanto riguarda il Movimento Riformatore, era l'unico partito francofono della maggioranza federale.
Nei media, questa maggioranza era anche soprannominata "coalizione svedese" o semplicemente "svedese", con riferimento alla bandiera della Svezia, lo sfondo blu rappresentava, infatti, i liberali dell'Open VLD e del MR, il giallo i nazionalisti della N-VA e la croce i cristiano-democratici della CD&V. 
L'opposizione ed i media critici, invece, a volte la chiamano la "coalizione kamikaze", in riferimento alla partecipazione del MR, l'unico partito francofono, che rappresenta solo il 25% degli elettori francofoni. Poiché infatti la Costituzione prevede parità linguistica, dove francofoni e fiamminghi possono contare su ogni metà delle posizioni ministeriali (tranne forse il primo ministro), il Movimento Riformatore ottiene la metà dei posti ministeriali, ma tutte le segreterie di stato vanno a soggetti fiamminghi.
Questa è stata una maggioranza senza precedenti nella storia del Belgio, poiché per la prima volta un partito di lingua francese è stato solo contro tre partner di lingua olandese. Inoltre, è stato il primo di maggioranza guidato da un primo ministro francofono liberale dal governo di Paul-Émile Janson, formato nel 1937. Infine, la coalizione relegò il Partito Socialista (PS) in opposizione dopo 26 anni di presenza ininterrotta nel governo federale belga.

## Composizione
Dal 28 luglio 2017 e in seguito a dimissioni e sostituzioni successive, la composizione del governo federale è stata la seguente: 
| Funzione e poteri | Nome                    | Termine                             |  | Partito  |
| --- | ----------------------- | ----------------------------------- |  | -------- |
| Primo ministro Politica generale e presidente del gabinetto di base e del Consiglio dei ministri | Charles Michel          | 11 ottobre 2014 - 9 dicembre 2018   |  | MR       |
| Vice primo ministro e ministro Lavoro, Economia e Consumatori, responsabile del Commercio estero | Kris Peeters            | 11 ottobre 2014 – 9 dicembre 2018   |  | CD&V     |
| Vice primo ministro e ministro Sicurezza e Affari interni, con responsabilità per gli edifici e la politica urbana (fino al 21 maggio 2015)                                                                                                   | Jan Jambon              | 11 ottobre 2014 – 9 dicembre 2018   |  | N-VA     |
| Vice primo ministro e ministro Cooperazione allo sviluppo, Agenda digitale, Telecomunicazioni e Posta | Alexander De Croo       | 11 ottobre 2014 – 9 dicembre 2018   |  | Open Vld |
| Vice primo ministro e ministro Affari esteri e affari europei, responsabile di Beliris e delle istituzioni culturali federali | Didier Reynders         | 11 ottobre 2014 – 9 dicembre 2018   |  | MR       |
| Ministro Bilancio, responsabile della Lotteria Nazionale | Hervé Jamar             | 11 ottobre 2014 – 22 settembre 2015 |  | MR       |
| Ministro Bilancio, responsabile della Lotteria Nazionale | Sophie Wilmès           | 22 settembre 2015 – 9 dicembre 2018 |  | MR       |
| Ministro Giustizia | Koen Geens              | 11 ottobre 2014 – 9 dicembre 2018   |  | CD&V     |
| Ministro Affari sociali e Sanità pubblica | Maggie De Block         | 11 ottobre 2014 – 9 dicembre 2018   |  | Open Vld |
| Ministro Pensioni | Daniel Bacquelaine      | 11 ottobre 2014 – 9 dicembre 2018   |  | MR       |
| Ministro Finanza e lotta alla frode fiscale (dal 21 maggio 2015) | Johan Van Overtveldt    | 11 ottobre 2014 – 9 dicembre 2018   |  | N-VA     |
| Ministro Lavoratori autonomi, PMI, Agricoltura e Integrazione sociale | Willy Borsus            | 11 ottobre 2014 – 28 luglio 2017    |  | MR       |
| Ministro Lavoratori autonomi, PMI, Agricoltura e Integrazione sociale | Denis Ducarme           | 28 luglio 2017 – 9 dicembre 2018    |  | MR       |
| Ministro Energia, Ambiente e Sviluppo sostenibile | Marie-Christine Marghem | 11 ottobre 2014 - 9 dicembre 2018   |  | MR       |
| Minister Difesa, responsabile della Funzione pubblica | Steven Vandeput         | 11 ottobre 2014 – 12 novembre 2018  |  | N-VA     |
| Ministro Mobilità, incaricato di Belgocontrol e della compagnia nazionale delle ferrovie belghe | Jacqueline Galant       | 11 ottobre 2014 – 15 aprile 2016    |  | MR       |
| Ministro Mobilità, incaricato di Belgocontrol e della compagnia nazionale delle ferrovie belghe | François Bellot         | 17 aprile 2016 – 9 dicembre 2018    |  | MR       |
| Segretario di Stato (aggiunto al ministro incaricato del Commercio estero) Commercio estero | Pieter De Crem          | 11 ottobre 2014 – 9 dicembre 2018   |  | CD&V     |
| Segretario di Stato (aggiunto al ministro degli Affari sociali e della Salute pubblica) Lotta contro la frode sociale, la privacy e il Mare del Nord                                                                                          | Bart Tommelein          | 11 ottobre 2014 – 29 aprile 2016    |  | Open Vld |
| Segretario di Stato (aggiunto al ministro degli Affari sociali e della Salute pubblica) Lotta contro la frode sociale, la privacy e il Mare del Nord                                                                                          | Philippe De Backer      | 29 aprile 2016 – 9 dicembre 2018    |  | Open Vld |
| Segretario di Stato (aggiunto al Ministro delle Finanze) Alleviamento della povertà, Pari opportunità, Persone con disabilità, Politica della scienza, Lotta alla frode fiscale(fino al 21 maggio 2015)e Politica urbana (dal 21 maggio 2015) | Elke Sleurs             | 11 ottobre 2014 – 20 febbraio 2017  |  | N-VA     |
| Segretario di Stato (aggiunto al Ministro delle Finanze) Alleviamento della povertà, Pari opportunità, Persone con disabilità, Politica della scienza, Lotta alla frode fiscale(fino al 21 maggio 2015)e Politica urbana (dal 21 maggio 2015) | Zuhal Demir             | 24 febbraio 2017 - 9 dicembre 2018  |  | N-VA     |
| Segretario di Stato (aggiunto al ministro della Sicurezza e degli Affari interni) Asilo e Migrazione, responsabile della semplificazione amministrativa                                                                                       | Theo Francken           | 11 ottobre 2014 – 9 dicembre 2018   |  | N-VA     |

## Cambiamenti di competenze durante la legislatura
Criticato dalla sua formazione come un "governo non abbastanza equilibrato dalle competenze necessarie per le funzioni", si sono verificati diversi rimpasti:
- Jan Jambon (N-VA) perde la giurisdizione della politica delle grandi città, rilevata da Elke Sleurs, dal 21 maggio 2015.[2][3]
- Elke Sleurs (N-VA) perde la competenza nella lotta contro la frode fiscale e riprende la politica delle grandi città di Jan Jambon, dal 21 maggio 2015.[2] · [3]
- Johan Van Overtveldt (N-VA) riprende la lotta contro la frode fiscale a Elke Sleurs, dal 21 maggio 2015.[2][3]

## Dimissioni durante la legislatura
- Hervé Jamar (MR), ministro del bilancio responsabile della Lotteria nazionale, si è dimesso il 22 settembre 2015 per essere candidato come governatore della provincia di Liegi. È sostituito da Sophie Wilmès (MR).[4]
- Jacqueline Galant (MR), ministro della mobilità, responsabile di Belgocontrol e SNCB, ha rassegnato le dimissioni il 15 aprile 2016 in seguito al problema di sicurezza all'aeroporto di Zaventem colpito dagli attacchi del 22 marzo 2016 a Bruxelles.[5] Fu sostituita da François Bellot (MR) e tornò alla sua posizione di parlamentare vallone.
- Bart Tommelein (Open VLD), Segretario di Stato alla lotta contro la frode sociale, Tutela della privacy e Mare del Nord, si dimette il 4 maggio 2016 per sostituire Annemie Turtelboom nel governo fiammingo.[6] È sostituito da Philippe De Backer (Open VLD).
- Elke Sleurs (N-VA), Segretario di Stato per l'alleviamento della povertà, Pari opportunità, Persone con disabilità, Politica della scienza e Politica delle grandi città, si è dimessa il 20 febbraio 2017 per presentarsi alle elezioni municipali del 2018. È sostituita da Zuhal Demir (N-VA) il 24 febbraio 2017.
- Willy Borsus (MR), Ministro delle classi medie, indipendenti, PMI, agricoltura e integrazione sociale, si è dimesso il 28 luglio 2017 per diventare Ministro-Presidente della Vallonia. È sostituito da Denis Ducarme (MR) lo stesso giorno.

## Richieste di dimissioni
- Jan Jambon ha presentato le sue dimissioni dopo gli attacchi del 22 marzo 2016 a Bruxelles, rifiutate da Charles Michel.
- Koen Geens ha presentato le sue dimissioni dopo gli attacchi del 22 marzo 2016 a Bruxelles, rifiutate da Charles Michel.

## Agenda

### Tax shift
Una delle misure principali del governo Michel è la riforma fiscale, o tax shift, finalizzata tra l'altro a ridurre il costo del lavoro. Ha effetto dal 1º gennaio 2016.